# National Baptist Convention

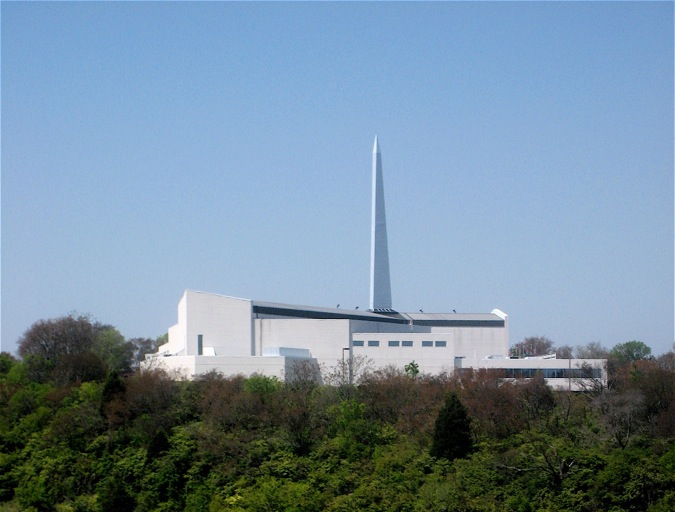
Hauptsitz der National Baptist Convention, in Nashville, Tennessee

National Baptist Convention, USA, Inc. (abgekürzt: NBC USA) ist ein US-amerikanischer baptistischer Gemeindebund.
Die Kirche gehört zu den größten Kirchen unter Afroamerikanern und ist nach der Southern Baptist Convention die zweitgrößte baptistische Gemeinschaft weltweit. Zur NBC USA gehören 41.000 Gemeinden mit über 7.500.000 Mitgliedern.

## Geschichte
Gegründet wurde 1880 die Foreign Mission Baptist Convention in Montgomery, Alabama. Elias Camp Morris (1855–1922) half bei der Gründung der Organisation Foreign Mission Baptist Convention. Am 28. September 1895 entstand die National Baptist Convention, USA, Inc. durch die Fusion der Organisationen Foreign Mission Convention, der American National Baptist Convention (gegründet 1886) und der Baptist Education Convention (gegründet 1893).
Zwei Organisationen spalteten sich im 20. Jahrhundert ab: die National Baptist Convention of America, Inc. (gegründet 1915) und die Progressive National Baptist Convention (gegründet 1961).

## Verbindungen
Die National Baptists gehören dem Ökumenischen Rat der Kirchen, dem National Council of Churches in den USA und dem Baptistischen Weltbund an.